# خورنال
خورنال (Cenchrus ciliaris یا Cenchrus Spp) گونه‌ای از علف است از تیره گندمیان (Poaceae) از جنس خورنال‌ها (Cenchrus).
خورنال علفی است چمنی، انبوه و کلاف‌مانند و مخصوص مناطق گرمسیری و نیمه‌گرمسیری است که پراکندگی جغرافیایی آن زیاد می‌باشد. این گیاه با آب و هوای مختلف تطابق دارد ولی در مقابل سرما حساس می‌باشد و کیفیت خوش‌خوراکی آن خوب است و به علت جوانه زدن آسان و رشد سریع در مقابل چرای مفرط مقاوم است.
گونه‌های مختلف این گیاه که شتر از آنها تغذیه می‌کند، عبارت‌اند از C.Bifiorus و C.Ciliaris و C.Setigerus و C.Citearis. این گیاه در مناطق خیلی گرم ایران از خوزستان تا بلوچستان دیده می‌شود. در خوزستان و جنوب فارس گونه C.Ciliaris فقط در دامنه‌های سنگلاخی و صخره‌ای تا ارتفاعات ۸۰۰ متر دیده می‌شود. در حالی که در بلوچستان به‌طور فراوان به صورت توده‌هایی در زمین‌های مسطح شنی یافت می‌گردد. این گیاه مناسب‌ترین گونه جهت احداث مراتع مصنوعی دائمی آبیاری شده یا بدون آبیاری در جنوب ایران به‌ویژه بلوچستان و نواحی گرم خوزستان و فارس با بارندگی کمتر از ۲۵۰ میلی‌متر می‌باشد.